# Джоель Боломбой
Джоель Боломбой (англ. Joel Bolomboy, нар. 28 січня 1994, Донецьк) — український і російський баскетболіст, важкий форвард грецького «Олімпіакоса». У 2016 році був обраний на драфті НБА клубом «Юта Джаз». На студентському рівні виступав за баскетбольну команду Вебер Стейт, граючи за яку він у 2016 році ставав гравцем року конференції Big Sky і найкращим оборонним гравцем конференції в 2014 і 2016 роках.

## Ранні роки та гра за університет
Боломбой народився в Україні у місті Донецьк у сім'ї батька-конголезця та матері-росіянки, відвідував школу Келлер Сентрал у м. Форт-Верт в штаті Техас та вибрав Університет Вебера після навчання в школі, незважаючи на інтерес від більших закладів як Клемсон, Оберн та Флорида Стейт. Під час його кар'єри в університеті, Боломбой став лідером університету та цілої конференції за кількістю підбирань за всю історію існування конференції Big Sky.
Будучи завжди сильним у підбираннях, Боломбой покращив свою статистику влучань у сезоні 2015-16, заробляючи в середньому 17,9 очок за гру і роблячи 12,8 підбирань за гру. Протягом сезону Боломбой був вибраний до команди кращих конференції Big Sky, а також він був названий гравцем року та оборонним гравцем року.

## Професійна кар'єра

### Юта Джаз (2016–2017)
23 червня 2016 року Юта Джаз вибрали Боломбоя до своєї команди під 52 номером лотереї НБА Драфт 2016. А вже 19 серпня він підписав контракт з командою. Він дебютував у НБА 30 жовтня 2016 року, записавши до свого активу 3 очки, 1 підбирання, 1 результативну передачу, 1 перехоплення та 1 блок за 4 хвилини матчу, у якому його команда програла 75-88 Лос-Анджелес Кліпперс. Протягом свого дебютного сезону Боломбой проводив багато матчів за команду Солт Лейк Сіті Старс, яка є фарм-клубом Юти «Джаз» у лізі D-League. У лютому 2017 року Джоель взяв участь у матчі всіх зірок Ліги Розвитку НБА. Він провів на майданчику 14 хвилин і набрав 5 очок, зробив 4 підбирання, одну передачу і одне перехоплення.

### Мілвокі Бакс (2017–2018)
16 жовтня 2017 року «Джаз» розірвали контракт з гравцем. 20 жовтня 2017 року був підписаний двосторонній контракт з клубом «Мілвокі Бакс» та його фарм-клубом з Ліги розвитку «Вісконсін Герд».

### ЦСКА (2018–2022)
8 серпня 2018 року підписав трирічний контракт з російським ЦСКА. 2019 року став чемпіоном Євроліги у складі команди.
28 лютого 2022 року через повномасштабне російське вторгнення в Україну залишив російський армійський клуб.

### Олімпіакос (з 2022)
6 липня 2022 року підписав контракт з грецьким «Олімпіакосом». Невдовзі завоював Суперкубок Греції.

## Збірна України
На початку червня 2017 року увійшов у розширений список кандидатів до збірної України, яких має на меті викликати для підготовки до Чемпіонату Європи головний тренер Євген Мурзін, однак на Євробаскет не поїхав.

## Ігрова статистика

### Колледж
| Сезон   | Команда     | GP  | GS | MPG  | FG%  | 3P%   | FT%  | RPG  | APG | SPG | BPG | PPG  |
| ------- | ----------- | --- | -- | ---- | ---- | ----- | ---- | ---- | --- | --- | --- | ---- |
| 2012–13 | Вебер Стейт | 37  | 0  | 21.7 | .578 | .000  | .695 | 7.1  | .4  | .4  | 1.7 | 7.0  |
| 2013–14 | Вебер Стейт | 30  | 28 | 30.1 | .488 | 1.000 | .729 | 11.0 | .5  | .5  | .8  | 8.7  |
| 2014–15 | Вебер Стейт | 30  | 30 | 33.2 | .473 | .366  | .735 | 10.2 | .8  | .6  | 1.7 | 13.3 |
| 2015–16 | Вебер Стейт | 33  | 33 | 31.6 | .573 | .364  | .697 | 12.6 | 1.1 | .7  | 1.2 | 17.1 |
| Кар'єра |             | 130 | 91 | 28.8 | .528 | .371  | .713 | 10.1 | .7  | .5  | 1.3 | 11.4 |

### НБА
| Сезон   | Команда  | GP | GS | MPG | FG%  | 3P%  | FT%  | RPG | APG | SPG | BPG | PPG |
| ------- | -------- | -- | -- | --- | ---- | ---- | ---- | --- | --- | --- | --- | --- |
| 2016–17 | Юта Джаз | 12 | 0  | 4.4 | .563 | .250 | .500 | 1.4 | .2  | .1  | .2  | 2.3 |
| Кар'єра | Кар'єра  | 12 | 0  | 4.4 | .563 | .250 | .500 | 1.4 | .2  | .1  | .2  | 2.3 |

### Плей-оф
| Сезон   | Команда  | GP | GS | MPG | FG%  | 3P%  | FT%  | RPG | APG | SPG | BPG | PPG |
| ------- | -------- | -- | -- | --- | ---- | ---- | ---- | --- | --- | --- | --- | --- |
| 2016–17 | Юта Джаз | 2  | 2  | 4.5 | .667 | .000 | .000 | 1.0 | .0  | .0  | .5  | 2.0 |
| Кар'єра | Кар'єра  | 2  | 2  | 4.5 | .667 | .000 | .000 | 1.0 | .0  | .0  | .5  | 2.0 |